# هنری ششم: قسمت دوم

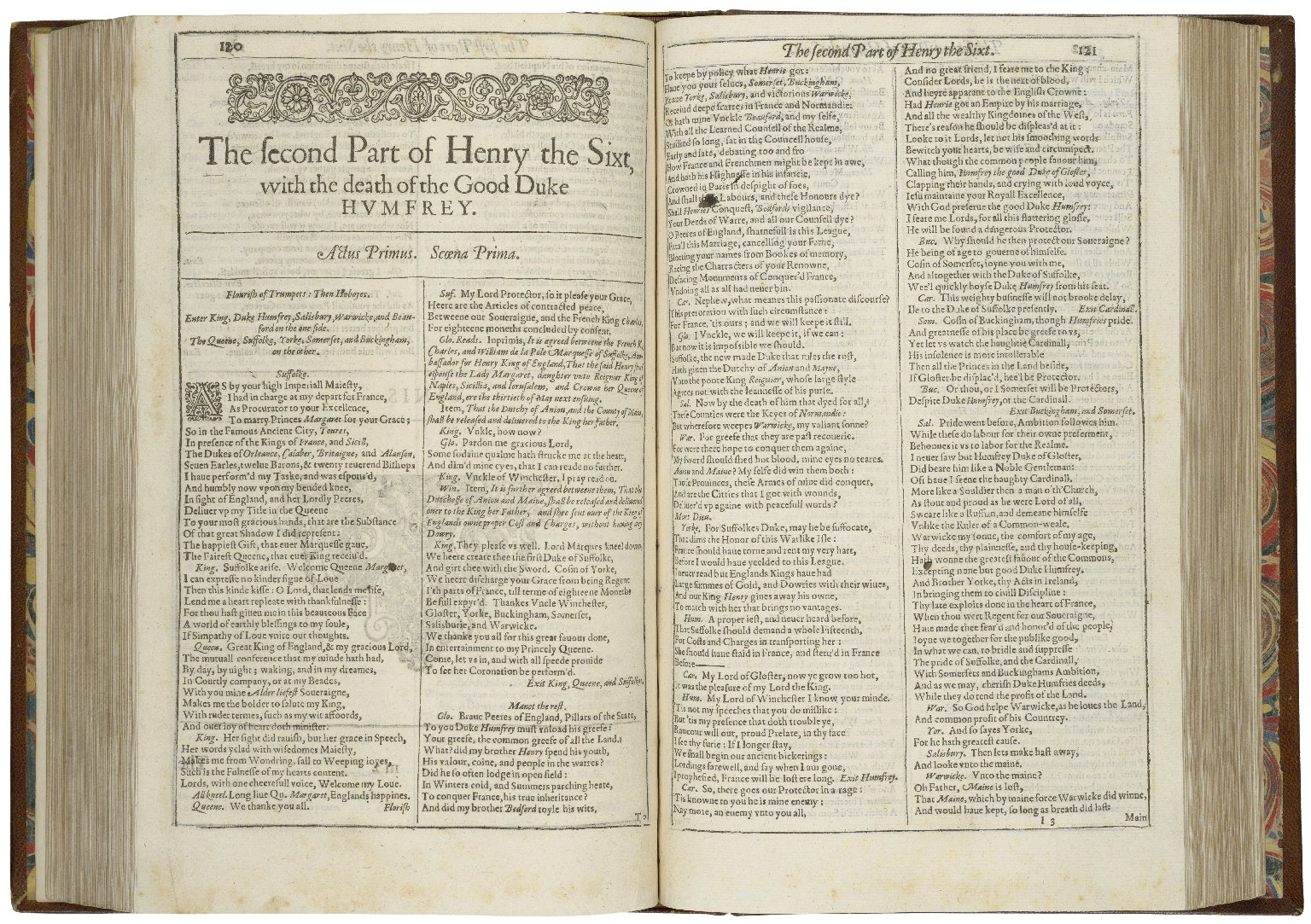
صفحه نخست بخش دوّم هنری ششم از چاپ فولیو.

هنری ششم: قسمت دوم نمایشنامه‌ای تاریخی اثر ویلیام شکسپیر است؛ که در حدود سال‌های ۱۵۹۰–۱۵۹۲ نوشته شده‌است.

## مآخذ نمایشنامه
مآخذ اصلی مواد تاریخی کتاب «سیر تاریخ انگلستان، اسکاتلند و ایرلند» اثر رافائل هالینشد (۱۵۸۶–۱۵۸۷)؛ و همچنین «اتحاد دو خانواده مشهور و درخشان لنکستر و یورک» اثر ادوارد هال (۱۵۴۷) است. همچنین دو نمایشنامه دیگر که در برگیرنده مطالب سه قسمت هنری ششم شکسپیر هستند با عنوان‌های: «اولین بخش مجادله بین دو خانواده معروف یورک و لنکستر» و «تراژدی حقیقی ریچارد دوک اهل یورک» نیز وجود دارند که نوشته شدن این دو نمایشنامه را عده‌ای به شکسپیر نسبت می‌دهند. منتقدان دربارهٔ این دو نمایشنامه و ارتباطشان با نمایشنامه هنری ششم دو عقیده مختلف دارند:

اول: «مجادله» و «تراژدی حقیقی» دستنویس‌های خام و بازبینی نشده هنری ششم: قسمت‌های دوم و سوم است.

دوم: «مجادله» و «تراژدی حقیقی» توسط شکسپیر نوشته نشده‌اند و نسخه‌های تقلبی هستند.

## تاریخ وقوع حوادث نمایشنامه
نمایشنامه هنری ششم در قسمت دوم در بر گیرنده وقایع سال‌های ۱۴۵۵–۱۴۴۵ است. از جمله وقایع تاریخی که در نمایشنامه شکسپیر به آن‌ها اشاره شده‌است و از جمله رویدادهای تأیید شده عصر هنری ششم (تاریخ سلطنت ۱۴۷۱–۱۴۲۲) شناخته می‌شوند می‌توان به این موارد اشاره کرد:
- جنگ‌های گل رز
- قتل همپفری دوک لنکستر (۱۴۴۷)
- شورش جک کید (۱۴۵۰)
- پیروزی یورک‌ها در سنت آلبنز (۱۴۵۵)

## شخصیت‌های نمایش

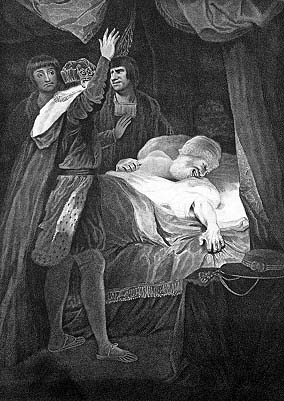
خوابگاه کاردینال بوفورت؛ اثر جاشوا رینولدز (۱۷۸۸)

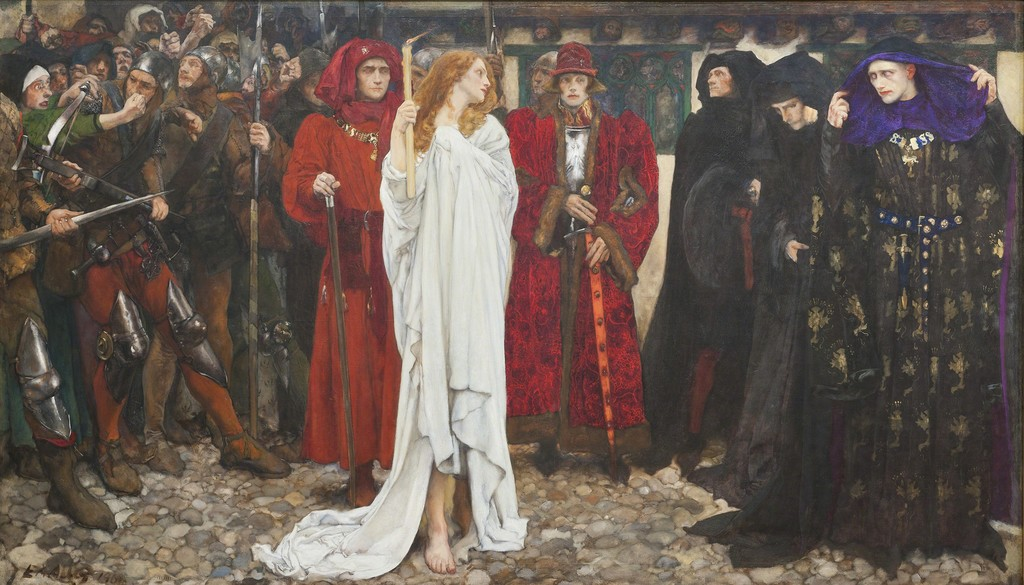
توبه و طلب بخشش الینور کابهم (دوشس گلاستر)؛ اثر ادوین آستین ابی (۱۹۰۰)

این نمایش در ۵ پرده تدوین شده‌است و دارای ۴۷ شخصیت و تعدادی سیاهی لشکر است. شخصیت‌های اصلی نمایش عبارتند از:
- هنری ششم: پادشاه انگلستان؛ اکنون به سنی که خود قادر به حکومت باشد رسیده‌است، ولی شاهی رقت‌انگیز، ضعیف و کاملاً منفی است. ترحم احمقانه او بیش از آنست که بتواند شاهی خوب باشد، اما در باطن مردی پاک و مقدس است، که این روحیات کلیسایی نیز مناسب تاج شاهی نیست.
- همفری: دوک گلاستر، عموی شاه و «قیم عالی»، رئیس مملکت.
- کاردینال بوفورت: اسقف وینچستر، روحانی متکبر، برادر پدربزرگ شاه و رهبر خائن و مغرور مخالفان گلاستر؛ مردی که چشمان سرخ و درخشانش از کینه‌های او حکایت دارند.
- دوک سافوک: سوگلی شاه؛ او کسی است که خیانت و ناپاکی اش چشمه سیمگون آب انگلستان را آلوده کرده‌است.
- دوک سامرست: برادر خوب شاه و عضو جناح لنکستر (رز قرمز).
- دوک باکینگهام: برادر خوب شاه و عضو جناح لنکستر (رز قرمز).
- لرد کلیفورد: برادر خوب شاه و عضو جناح لنکستر (رز قرمز).
- پسر لرد کلیفورد: عضو جناح لنکستر (رز قرمز).
- لرد سی: برادر خوب شاه و عضو جناح لنکستر (رز قرمز).
- ریچارد پلانتاجنت: یورک کوتوله کله‌شق که دستش را برای چنگ زدن به ماه دراز کرده؛ رهبر جناح یورک (رز سفید).
- ادوارد: تلی از خشم، قلنبه‌ای گندیده و هضم نشده که رفتارش مانند هیکلش کج است.
- ریچارد: پسر ادوارد.
- ارل سالزبری: از جناح یورک (رز سفید).
- ارل واریک: از اعضای جناح یورک (رز سفید).
- جک کید: ملقب به لرد مورتیمر؛ فردی هوچی و عوامفریب.
- متیو گاف: از اوباش زیر دست جک کید.
- جورج بویس: از اوباش زیر دست جک کید.
- جان هانلند: از اوباش زیر دست جک کید.
- دیک قصاب: از اوباش زیر دست جک کید.
- اسمیت بافنده: از اوباش زیر دست جک کید.
- مایکل: از اوباش زیر دست جک کید.
- سر همفری ستافورد و ویلیام ستافورد: دو برادر که با کید پیکار می‌کنند.
- الکساندر ایدن: نجیبزاده‌ای اهل کنت که در نهایت جک کید را می‌کشد.
- مارگارت دانژو: ملکه هنری ششم، شهبانویی زیبا ولی سرسخت، سنگدل و آمر با اراده‌ای پولادین.
- الینور کابهم: دوشس گلاستر، زنی با روحیه‌ای تسخیر ناپذیر؛ بانویی که از ایفای نقش در نمایش پر خطر سرنوشت ابایی ندارد.
- هیوم
- ساوث ول: کشیشان نابکار.
- مارجری جردن: جادوگر.
- راجر بالینگ بروک: شعبده باز.
- آسمات: شبح
- سر جان استنلی: محافظ دوشس گلاستر در تبعید.
- لرد اسکیلز: فرمانده برج لندن.
- ووکس: نامه رسان.
- کاپیتان کشتی
- ناخدا
- دستیار ناخدا
- والتر ویتمور: قاتل دوک سافوک.
- تامس هورنر، زراد و پیتر دستیارش.
- شهردار سنت آلبنز.
- کشیش شهر چاتام.
- سیمپکاکس، شیاد و همسرش
- نجیبزادگان، ملازمان، دادخواهان، گزمه‌ها، سربازان، نگهبانان، پیک‌ها، جارچیان، شهروندان و اراذل و اوباش.

## محل وقوع حوادث نمایشنامه
نقاط مختلف انگلستان.